# تلالت
تلالت (بالفرنسية Tlalet) هي أحد القصور العتيقة لمنطقة قورارة التابعة لمدينة تيميمون بولاية أدرار الجزائرية، تبعد عن مقر البلدية بـ 16 كلم، ويقدر عدد سكانها بحوالي 800 نسمة. وهي تقع بين قصري إغزر السياحي وقصر بادريان. وتشتهر بطابعها الفلاحي الواحتي منذ القدم. ويوجد في تلالت بقايا قصر قديم جميل مشيد بالتراب والطين الأحمر على مرتفع يشرف على واحة النخيل.

## تاريخها
تعود عمارة منطقة تلالت إلى ماقبل القرن الرابع عشر ميلادي، فقد سكنها بربر الزناتة وشيدوا بها قصر ماينو الذي توجد آثاره اليوم بين قصر وواحة بدريان ويقال أن هؤلاء الزناتة هم أقارب أولاد حموا أو أولاد كيزوا المعروفين بقصر بدريان.
- خلال القرن الرابع عشر وصل أولاد طلحة من ذرية ذوي عبيد الله وهم من عرب المعقل إلى المنطقة قادمين من جنوب غرب وجدة مروراً بمقيدن. اشترى أولاد طلحة الأراضي من الزناتة واستفردوا بسكنى قصر تلالت لأكثر من ثلاث أو أربع قرون.
- مع مطلع القرن السابع عشر تستقر قبيلة أخرى بتلالت قادمة من منطقة ورقلة وهي قبيلة أولاد الحاج عبيد ثم يليهم خلال القرن التاسع عشر قدوم ثلاث قبائل أخرى هي:[1]
- أولاد أحمد بن عمار: أصلهم من عين الحوت قرب تلمسان قدموا رفقة سيدي يحيى فاستقروا بكالي ثم انتقلوا إلى بدريان بجوار المرابطين أولاد سيدي الحاج سوفي لينتقل في الأخير جزء منهم للسكن بتلالت مع مطلع القرن التاسع عشر.
- أولاد فارس: وهم من بني هاشم من قبيلة قريش وجدهم قادم من ينبع غرب شبه الجزيرة العربية وقد سكن أجدادهم تافيلالت ثم فنوغيل قبل الإستقرار أخيراً بتلالت.
- أولاد عيسى بن أحمد بن قدور: وهم شعانبة رحل قدموا من منطقة المنيعة ليستقروا فترة بقصبة الكاف ثم لجؤا أواسط القرن التاسع عشر إلى تلالت.

## الفلاحة
يعمل أغلب سكان قصر تلالت في الفلاحة التي يغلب عليها غرس النخيل ويستعمل السكان تقنية الفقارة لتوفير المياه للسقي، نجد بتلالت خمس فقارات هي:

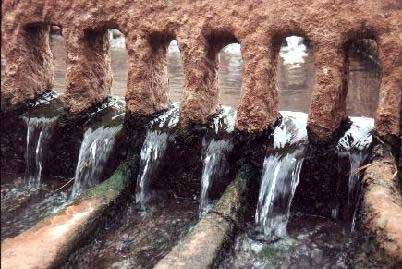
قصري لتقسيم ماء الفقارة

| إسم الفقارة      | عدد الآبار |
| ---------------- | ---------- |
| بويدو            | 80         |
| بوركان           | 80         |
| الجديدة علي وعلي | 120        |
| الكبيرة          | 300        |
| وعلي وعلي        | ؟          |